# La Cour

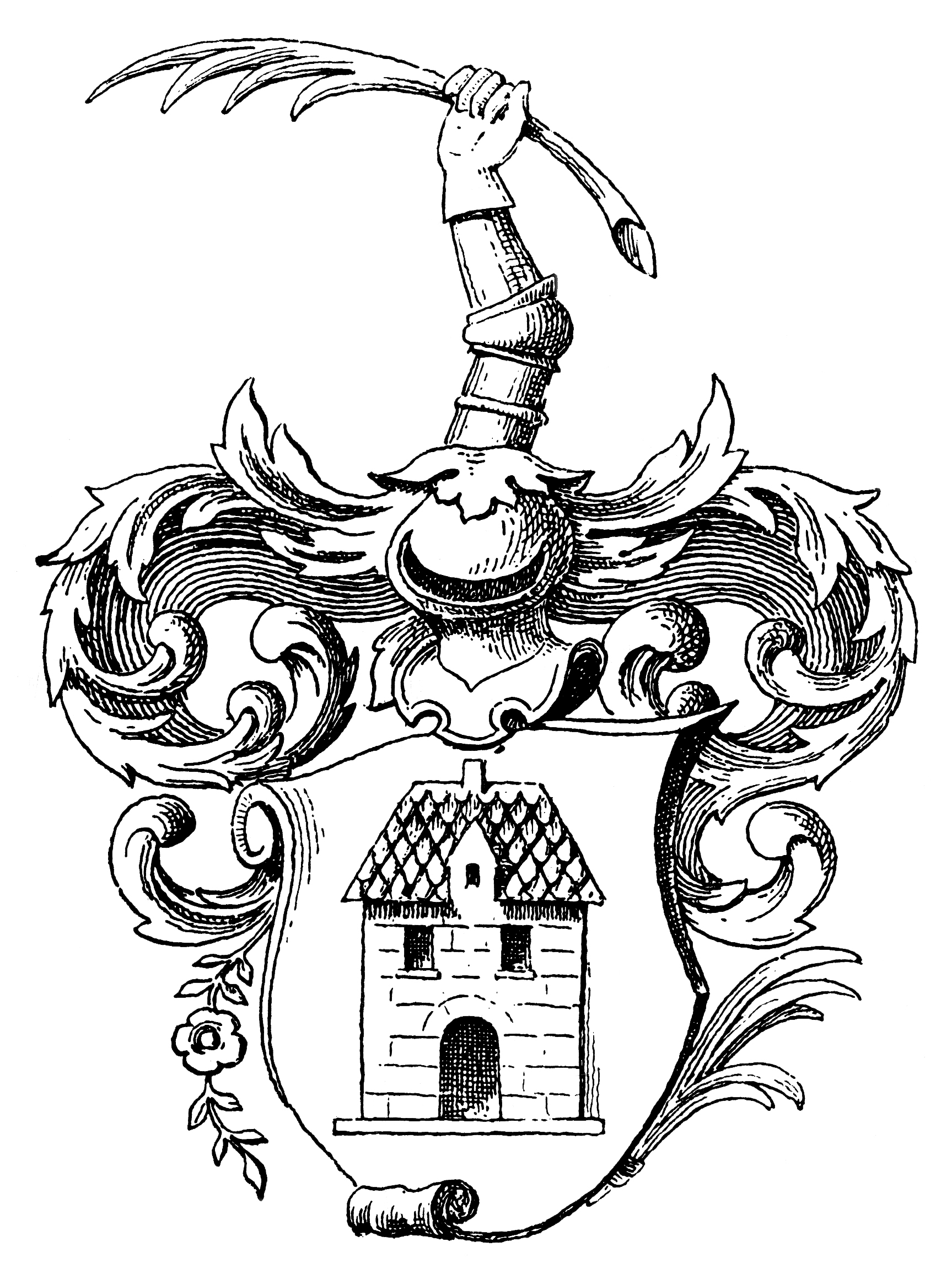
Släkten la Cours vapensköld.

la Cour är en dansk släkt med en svensk gren de la Cour (egentligen Dornonville de la Cour). Släkten la Cour kom 1732 till Danmark från Frankrike via Tyskland.
Stamfadern Pierre la Cour (1716–1775) var född i Tyskland av franska föräldrar och kom 1732 som huslärare till Danmark, där han senare blev arrendator på herrgården Strandet. Med två av hans söner, kaptenen, postmästaren i Randers, kanslirådet Niels la Cour (1754–1827) och klockaren, candidatus theologiæ Jørgen la Cour (1767–1809), delade släkten sig i en äldre och en yngre linje. Den äldre av bröderna hade bland andra två söner, ständerdeputerade Otto August la Cour (1796–1860), ägare av en rad jylländska gårdar, far till landskapsmålaren Janus la Cour, och generalmajor Niels Georg la Cour (1797–1876), som med heder deltog i slesvig-holsteinska kriget och gjorde som gymnastikdirektör insatser med mycket gott rykte. 
Ovannämnde Jørgen la Cour var far till ständerdeputerade, folketingsmannen Lauritz (Lars) Ulrich la Cour till Skjærsø (1802–75), som blev känd som en mycket driftig och framsynt föregångsman på lantbrukets område, och som bland andra hade tre söner, agronomen Jørgen Carl la Cour, landstingsmannen Hans Christian Ditlev la Cour till Trinderup (1842–1922), och fysikern Poul la Cour, till folketingsmannen, sockenprästen Peter Christian la Cour (1805–65), som blev far till föreståndaren för den Classenske Agerbrugsskole på Næsgård Albert Philip la Cour (1841–1906), och slutligen till författaren, prosten Carl Georg la Cour (1808–80). Flera av släktens medlemmar har antagit släktnamnet Dornonville de la Cour, som bars av stamfaderns, Pierre la Cours far. 
Till Sverige inflyttade elektroingenjören och industriledaren Jens Lassen la Cour som tillhörde den yngre linjen, hans barn bildade den svenska grenen som skriver sig de la Cour. Här märks industrimännen Bjarne de la Cour och Hroar de la Cour samt deras respektive barnbarn artisterna Michaela de la Cour och Henric de la Cour.
Som framgår av ovanstående, kan namnet skrivas på flera olika sätt. Offentlig statistik tillgänglig i februari 2015 ger följande antal personer bosatta i Sverige respektive i Danmark med namnvarianterna
- Dornonville de la Cour: Sverige 29, Danmark 151
- de la Cour: Sverige 3, Danmark 12
- la Cour: Sverige 0, Danmark 426

Totalt blir detta 32 personer i Sverige och 589 personer i Danmark.

## Personer med efternamen la Cour och de la Cour
- Bjarne de la Cour
- Bolette de la Cour
- Dan la Cour
- Henric de la Cour
- Hroar de la Cour
- Janus la Cour
- Jenny la Cour
- Jens Lassen la Cour
- Jørgen Carl la Cour
- Michaela de la Cour
- Paul la Cour
- Poul la Cour
- Tage la Cour
- Vilhelm la Cour

## Släktträd (urval)
Stamfader Pierre la Cour (1716–1775), dansk arrendator
- Niels la Cour (1754–1827), danskt kansliråd, bildade släktens äldre linje
  - Otto August la Cour (1796–1860)
    - Janus la Cour (1837–1909), dansk konstnär
- Jørgen la Cour (1767–1809), dansk klockare och teolog, bildade släktens yngre linje
  - Lauritz (Lars) Ulrik la Cour (1802–1875), dansk folketingsman
    - Jørgen Carl la Cour (1838–1898), dansk agronom
      - Jørgen Carl Barfod Dornonville de la Cour (1872–1917)
        - Paul la Cour (1902–1956), dansk författare

      - Vilhelm la Cour (1883–1974), dansk historiker och lärare

    - Jacob Ludvig Vauvert la Cour (1844–1912), dansk godsägare
      - Jens Lassen la Cour (1876–1956), dansk-svensk industriledare,[6] hans barn bildade svenska grenen de la Cour
        - Bjarne de la Cour (1910–2010), svensk industriledare[3]
          - Pierre de la Cour (född 1940)
            - Michaela de la Cour (född 1961), svensk artist

        - Beatrice Bertelsen (1911–1965),[7] gift med Arne Bertelsen, dansk läkare, med dr
          - Ulf de la Cour (1937–1975)
            - Bolette de la Cour (född 1961), dansk skådespelare

        - Hroar de la Cour (1914–2007), svensk industriledare
          - Paul de la Cour (född 1946)
            - Henric de la Cour (född 1974), svensk artist

    - Poul la Cour (1846–1908), dansk fysiker och uppfinnare
      - Dan la Cour (1876–1942), dansk meteorolog

## Övriga personer med namnet la Cour (släktskap ej klarlagd)
- Tage la Cour (1915–1993), dansk författare och hotelldirektör

### Andra källor
- Sveriges Dödbok 1901–2009, DVD-ROM, Version 5.00, Sveriges Släktforskarförbund (2010).
- Sveriges befolkning 1970, CD-ROM, Version 1.04, Sveriges Släktforskarförbund (2002).
- Sveriges befolkning 1980, CD-ROM, Version 1.02, Sveriges Släktforskarförbund (2004).
- Sveriges befolkning 1990, CD-ROM, Version 1.00, Riksarkivet (2011).